# Língua românica do Mosela
A língua românica do Mosela é uma lingua galo-românica extinta que se desenvolveu após a queda do Império Romano ao longo do rio Mosela, na Alemanha, perto da fronteira com a França e Luxemburgo. Apesar de uma forte influência germânica, ela persistiu em bolsões isolados até o século XI.

## Contexto histórico

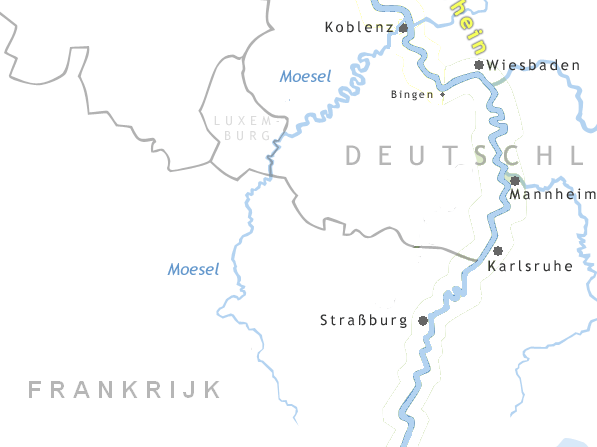
O vale do rio Mosela.

Depois que César conquistou a Gália em 50 a.C., uma cultura galo-romana se desenvolveu gradualmente no que é agora a França, sul da Bélgica, o Luxemburgo e a região entre Tréveris e Coblença. 

## Surgimento do romance do Mosela
Os Anglos e os Saxões, em rota para a Grã-Bretanha, a partir de suas terras ancestrais a oeste dos Países Baixos e na Alemanha, têm cruzado a Holanda, a Flandres e o Brabante e reprimido os Francos locais ao sudeste ao longo dos rios Ourthe e Sûre para a região de Metz e do Alto Mosela empurrando para um canto de sessenta quilômetros entre os Galo-Romanos da região de Tréveris e Coblença e os do resto da Gália.
A julgar pela arqueologia, estes Francos recém-chegados foram envolvidos na agricultura nas regiões de Bitburg, Gutland, o Médio e o Alto Sarre, e o vale do Mosela, com uma forte preferência para estes dois últimos.
De acordo com o linguista Alberto Varvaro, a fronteira linguística entre as populações de língua germânica e românica no século XIII foi similar à fronteira atual da língua, mas apenas alguns anos atrás, ainda havia uma "zona de resíduos de falantes do neolatim" nos vales do Mosela (perto da antiga cidade romana de Augusta Treverorum).

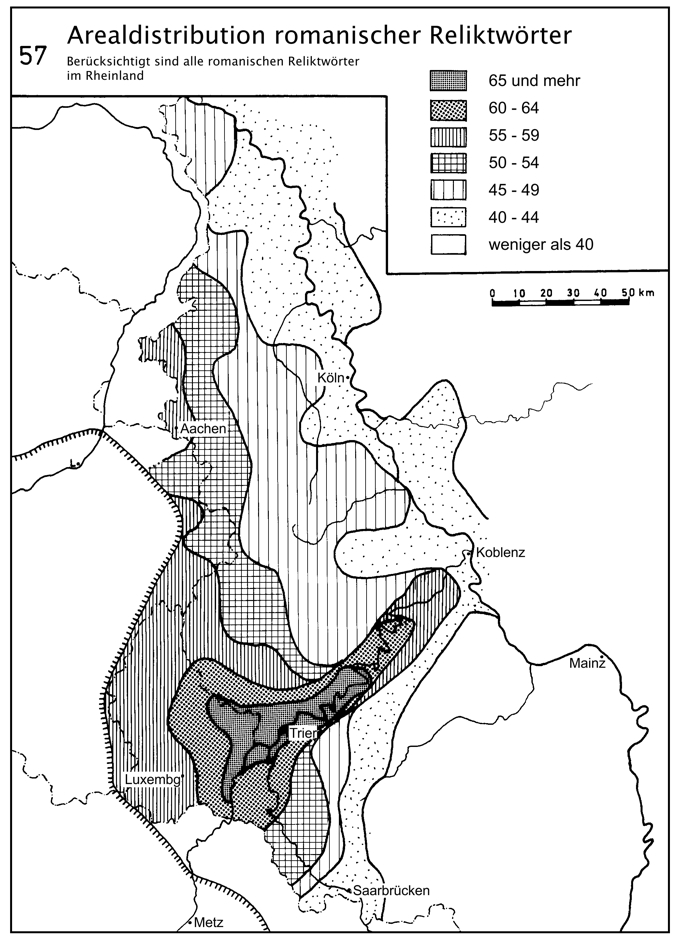
Mapa mostrando a prevalência das palavras relíquias do românico na Renânia (Rudolf Post: empréstimos romanos nos dialetos alemães do centro-oeste)

## Declínio
Os topônimos galo-romanos da região sugerem que a margem esquerda do rio Mosela foi germanizada após o século VIII mas que a margem direita continuou falando romance pelo menos até o século X. Os nomes em questão são Maring-Noviand, Osann-Monzel, Longuich, Riol, Hatzenport, Longkamp, Karden e Kröv ou Alf.
Havia uma região produtora de vinho, um certo número de termos vitícolas do românico do Mosela têm sobrevivido no dialeto alemão local.

## Exemplo de texto
A inscrição latina tardia seguinte do século VI mostra a influência do românico do Mosela :
- Hoc tetolo fecet Montana, conlux sua, Mauricio, qui visit con elo annus dodece ; et portavit annus qarranta ; trasit die VIII K(a)l(endas) Iunias.

"Para Mauricius sua esposa Montana que viveu com ele por doze anos fez este túmulo, ele estava com quarenta anos e morreu em 25 de Maio."